# Maurice Duval
Pour les articles homonymes, voir Duval.
 (janvier 2023).
Maurice Duval, né en 1946,  est un ethnologue français.

## Biographie
Maurice Duval est maître de conférences habilité au département d’ethnologie de l'université Paul-Valéry (Université Montpellier III), directeur du CERCE (Centre d'études et de recherches comparatives en ethnologie)[Depuis quand ?][Jusqu'à quand ?]. 
Il est connu pour son immersion ethnologique, selon la méthode dite « observation participante », pendant quatre années dans le groupe religieux du Mandarom, qualifié de secte par le rapport parlementaire de 1995, et pour les critiques et pressions à la fois de ses pairs et des médias à l’occasion de la publication de son livre compte rendu sur le sujet,. 
Dans ce livre il se déclare « mécréant » et, à la suggestion de son directeur de laboratoire de faire cette étude, se déclare tout d’abord « Effrayé à l’idée d’étudier une secte, je répondis dans un premier temps par la négative ». Puis, il change d’avis et « regrette d’être actuellement le seul ethnologue en France à faire l’étude de ce que l’on appelle une « secte » en utilisant la méthode de cette discipline, c'est-à-dire immersion dans le groupe étudié ».  Selon lui « Il ne semble y avoir aucun tabou à ce qu’un ethnologue aille étudier un prophète et son mouvement en Afrique » mais l’immersion dans un groupe qualifié de secte en France lui aurait valu suspicions, censure et critiques de la part des revues spécialisées, de ses collègues et de son entourage,,.